# Kulla socken
Kulla socken i Uppland ingick i Lagunda härad, ingår sedan 1971 i Enköpings kommun och motsvarar från 2016 Kulla distrikt.
Socknens areal är 12,76 kvadratkilometer, allt land. År 2000 fanns här 320 invånare. Sockenkyrkan Kulla kyrka ligger i socknen.  

## Administrativ historik
Kulla socken har medeltida ursprung.
Vid kommunreformen 1862 övergick socknens ansvar för de kyrkliga frågorna till Kulla församling och för de borgerliga frågorna bildades Kulla landskommun. Landskommunen uppgick 1952 i Lagunda landskommun som 1971 uppgick i Enköpings kommun. Församlingen uppgick 2010 i Lagunda församling.
1 januari 2016 inrättades distriktet Kulla, med samma omfattning som församlingen hade 1999/2000.  
Socknen har tillhört län, fögderier, tingslag och domsagor enligt vad som beskrivs i artikeln Lagunda härad. De indelta soldaterna tillhörde Upplands regemente, Sigtuna kompani och Livregementets dragonkår, Sigtuna skvadron.

## Geografi
Kulla socken ligger nordost om Enköping med Arnöfjärden och fjärden Oxen, båda delar av Ekoln, i öster. Socknen är en slättbygd med små skogsbackar.
I socknen ligger gården Friberg.

## Fornlämningar
Från järnåldern finns sex gravfält. Fem runstenar har återfunnits.

## Namnet
Namnet skrevs 1314 Collar, även Bondakullum. Namnet innehåller plural av kulle, syftande på kullarna vid kyrkan. Den tidigare förleden Bonde var särskiljande från Biskopskulla socken.